# Perisyntrocha anialis
Perisyntrocha anialis är en fjärilsart som beskrevs av Walker 1859. Perisyntrocha anialis ingår i släktet Perisyntrocha och familjen Crambidae. Inga underarter finns listade i Catalogue of Life.